# Cirkus Skratt
Cirkus Skratt (Cirkus Skogman) har turnerat i Sverige mer än 30 år. Cirkusen startades 1984 och under de första åren gick den under namnet Cirkus Skogman. Thore Skogman hade rollen som sjungande programledare och blev förgrundsfigur för cirkusen. Dessutom skrev han den cirkussång som fortfarande spelas i inledningen av varje föreställning. Säsongen 2015 har Cirkus Skratt ett tält som rymmer 700 åskådare. De har sitt kontor i Göteborg. Bo Rönnberg är cirkusdirektör. Cirkusen erbjuder skräddarsydda föreställningar åt företag, men vissa föreställningar är även öppna för allmänheten. I sådana fall annonseras i lokalpressen i god tid före föreställning.